# 第33回バスケットボール日本リーグ
第33回バスケットボール日本リーグは、1999年から2000年にかけて開催されたバスケットボール日本リーグ（JBL）である。プレスーパーリーグ前最後のシーズンとなった。

## 参加チーム

### 1部
タイガーディビジョン
- いすゞ自動車ギガキャッツ
- 三菱電機ドルフィンズ
- アイシン精機シーホース
- デンソーフープギャング
- 愛知機械レッドウルブズ
- 日立本社ライジングサン

クーガーディビジョン
- 東芝レッドサンダース
- 大和証券グループ本社ホットブリザーズ
- 松下電器パナソニックスーパーカンガルーズ
- ゼクセルブルーウィンズ
- トヨタ自動車アルバルク
- 日立大阪ヘリオス

### 2部
- 豊田通商ファイティングイーグルス
- 東京海上ビッグブルー
- 所沢ブロンコス
- オーエスジーフェニックス
- 大日本印刷イーグルス

## 結果

### レギュラーシーズン順位
タイガーディビジョン
| 順位 | チーム名                 | 勝敗    |
| ---- | ------------------------ | ------- |
| 1    | いすゞ自動車ギガキャッツ | 12勝4敗 |
| 2    | 三菱電機ドルフィンズ     | 11勝5敗 |
| 3    | アイシン精機シーホース   | 7勝9敗  |
| 4    | 日立本社ライジングサン   | 5勝11敗 |
| 5    | 愛知機械レッドウルブズ   | 5勝11敗 |
| 6    | デンソーフープギャング   | 2勝14敗 |

クーガーディビジョン
| 順位 | チーム名                                 | 勝敗    |
| ---- | ---------------------------------------- | ------- |
| 1    | 東芝レッドサンダース                     | 12勝4敗 |
| 2    | 松下電器パナソニックスーパーカンガルーズ | 10勝6敗 |
| 3    | トヨタ自動車アルバルク                   | 10勝6敗 |
| 4    | 大和証券グループ本社ホットブリザーズ     | 10勝6敗 |
| 5    | ゼクセルブルーウィンズ                   | 7勝9敗  |
| 6    | 日立大阪ヘリオス                         | 5勝11敗 |

### 最終順位
1部
| 順位 | チーム名                                 |
| ---- | ---------------------------------------- |
| 1    | 東芝レッドサンダース                     |
| 2    | いすゞ自動車ギガキャッツ                 |
| 3    | トヨタ自動車アルバルク                   |
| 4    | アイシン精機シーホース                   |
| 5    | 三菱電機ドルフィンズ                     |
| 6    | 松下電器パナソニックスーパーカンガルーズ |
| 7    | 大和証券グループ本社ホットブリザーズ     |
| 8    | 日立本社ライジングサン                   |
| 9    | ゼクセルブルーウィンズ                   |
| 10   | 愛知機械レッドウルブズ                   |
| 11   | 日立大阪ヘリオス                         |
| 12   | デンソーフープギャング                   |

2部
| 順位 | チーム名                         |
| ---- | -------------------------------- |
| 1    | オーエスジーフェニックス         |
| 2    | 東京海上ビッグブルー             |
| 3    | 所沢ブロンコス                   |
| 4    | 大日本印刷イーグルス             |
| 5    | 豊田通商ファイティングイーグルス |

## JBLアウォード
MVP
- 北卓也（東芝）

ルーキー・オブ・ザ・イヤー
- 梶山信吾（三菱電機）

コーチ・オブ・ザ・イヤー
- 吉田健司（東芝）

ベスト5
- 佐古賢一（いすゞ自動車）
- 北卓也（東芝）
- スティーブ・バード（東芝）
- 古田悟（三菱電機）
- フレデリック・ルイス（東芝）